# Ребріха (село)
Ребрі́ха (рос. Ребриха) — село, центр Ребріхинського району Алтайського краю, Росія. Адміністративний центр Ребріхинської сільської ради.

## Населення
Населення — 8468 осіб (2010; 8928 у 2002).
Національний склад (станом на 2002 рік):
- росіяни — 92 %